# Tigranes VI.
Tigranes VI., Tigran VI. oder latinisiert Gaius Iulius Tigranes (altgriechisch Γαίος Ιούλιος Τιγράνης, armenisch: Տիգրան; * vor 25; † nach 68) war ein Fürst der herodianischen Dynastie und römischer Klientelkönig Armeniens während des 1. Jahrhunderts n. Chr. Der Name Tigranes versinnbildlicht die Verbindung armenischer und hellenistischer Traditions- und Abstammungslinien.
Tigranes war von jüdischer, nabatäischer, edomitischer, griechischer, armenischer und persischer Abstammung. Er war ein Sohn des Herodianers Alexander aus der Ehe mit einer namentlich unbekannten Adligen. Benannt wurde er nach seinem Onkel väterlicherseits Tigranes V. Tigranes V. war während der Herrschaft des Augustus König von Armenien gewesen. Seine Großeltern väterlicherseits waren Alexander und Glaphyra. Sein Großvater Alexander war ein Sohn des judäischen Königs Herodes des Großen und dessen Frau Mariamne I. Seine Großmutter Glaphyra war die Tochter des Königs Archelaos von Kappadokien. Deren Mutter war eine unbekannte armenische Prinzessin, die womöglich verwandtschaftlichen Bindungen zur artaxidischen Dynastie hatte.
Über die Kindheit und Jugend des Tigranes ist fast nichts bekannt. Tigranes wurde in Rom erzogen. Seine langer Aufenthalt in Rom brachte ihm den Vorwurf, eine charakterlich sklavische Unterwürfigkeit angenommen zu haben. Tigranes heiratete eine phrygische Adlige aus Zentralanatolien namens Opgalli. Es wird vermutet, dass Opgalli eine hellenisierte Jüdin war. Opgalli ist nur durch numismatische Quellen bekannt (griechisch ΒΑΣ[-ΊΛΙΣΣΑ oder -ΙΛΕΙΑ] ΟΠΓΑΛΛΥ „Königin Opgalli“). Die Ehe brachte zwei Kinder, den Sohn Gaius Iulius Alexander und die Tochter Iulia, hervor. Diese waren die letzten Nachkommen des kappadokischen Königshauses. 
Im Jahr 58 wurde Armenien von den Römern und verbündeten Truppen im Partherkrieg eingenommen (Römisch-Parthischer Krieg (58–63)). Kaiser Nero setzte Tigranes als König von Armenien ein und übertrug ihm das Kommando über 1000 Legionssoldaten, drei Auxiliarkohorten und zwei Alen Kavallerie zur Verteidigung Armeniens. Zur selben Zeit ehelichte sein Sohn Alexander in Rom die kommagenische Prinzessin Iulia Iotapa, die Tochter des Königs Antiochos IV. Nero setzte das Paar als Klientelmonarchie von Ketis, einer Region Kilikiens, ein. Münzen nennen den Königstitel des Tigranes als ΒΑΣΙΛΕΩΣ ΤΙΓΡΑΝΟΥ ΜΕΓΑΛΟΥ, „Des Großen Königs Tigranes“. Die tigranische Emission zeigt den Bezug auf und die Zusammenführung seiner hellenistischen und armenischen Abstammungslinien und wird als Indiz für den bewussten Verzicht der jüdischen Linie gewertet.
Tigranes fiel später in Adiabene, einem Vasallenkönigreich des Partherreichs, ein und setzte den dortigen König Monobazes ab. Der Partherherrscher Vologaeses I. nahm den Einfall als Aggression von Seiten Roms wahr und fiel im Gegenzug in Armenien ein, wo er Tigranakert belagerte. Im Friedensschluss einigte man sich darauf Trdat I. als König von Armenien einzusetzen und diesen daraufhin in Rom krönen zu lassen. Durch diese Klausel des Friedensschlusses war Tigranes im Jahr 63 zur Resignation gezwungen.
Schriftliche und numismatische Quellen zeigen, dass Nero plante, Tigranes den Thron erneut zuzuführen. Der Ausbruch des ersten Jüdisch-Römischen Krieges im Jahre 66 verhinderte jedoch die Umsetzung. Seine Tochter Iulia heiratete den römischen Statthalter der Provinz Bithynia et Pontus Marcus Plancius Varus.